# Bratuchin B-5
Bratuchin B-5 (rusky Братухин Б-5) byl prototyp sovětského transportního vrtulníku vyvinutý konstrukční kanceláří OKB-3 Bratuchin v roce 1947. Byl to první vrtulník pojmenovaný podle hlavního konstruktéra Ivana Pavloviče Bratuchina. Jeho variantami byly typy B-9 a B-10.

## Vývoj a konstrukce
Ještě před zahájením produkce dvoumístného dělostřeleckého pozorovacího vrtulníku typu G-3 byl Ivanu Pavloviči Bratuchinovi zadán úkol postavit třímístný pozorovací vrtulník v součinnosti s dělostřelectvem G-4 a civilní transportní B-5, který měl mít místo pro 5 cestujících. Helikoptéra měla mít ruské pístové motory Ivčenko Al-26GR. Motory byly umístěny v jednotkách na koncích křídel, rotor byl vždy nad touto jednotkou. Vývoj byl zdržen, čekalo se na příslušné motory do roku 1947, kdy proběhly pozemní a letové zkoušky (visení nad zemí a několik letů v malé výšce). Druhý prototyp vyrobený v tomtéž roce měl objemnější kabinu, byl upraven do sanitní verze a označen jako B-9. Tento stroj nikdy nevzlétl. Sovětská dopravní společnost Aeroflot nakonec o B-5 neprojevila zájem a vývoj byl zastaven. Stroj byl náchylný na přílišné vibrace a pnutí.

## Verze vrtulníku
Bratuchin B-5
Základní prototyp transportní verze, postaven 1 kus.
Bratuchin B-9
Sanitní varianta, postaven 1 kus, který nebyl ani zalétáván.
Bratuchin B-10
Varianta s vylepšeným motorem o výkonu 429 kW určená pro specifickou roli leteckého pozorování pro dělostřelectvo. Postaven 1 kus. Měl vojenské insignie VNP (transkripcí z ruštiny Vozdušnyj Nabludatelnyj Punk, česky vzdušné pozorovací stanoviště). B-10 měl 3 sedadla pro posádku, kabina mohla pojmout 3 pasažéry nebo adekvátní náklad. Zalétáván byl v roce 1947, od další výroby bylo upuštěno. Jeho následníkem byl typ Bratuchin B-11, poslední stroj z Bratuchinovy konstrukční kanceláře.

## Specifikace (B-5)

### Technické údaje
- Průměr hlavních rotorů: 10 m každý
- Prázdná hmotnost:[pozn. 1] 2 932 kg
- Maximální vzletová hmotnost: 4 032 kg
- Pohon: 2× pístový motor Al-26GR
- Posádka: 2
- Kapacita: 5 pasažérů

### Výkony
- Maximální rychlost: 236 km/h
- Dolet: 595 km
- Dynamický dostup: 6 400 m
- Statický dostup: 2 280 m